# サイバック
サイバック（英称：Cybac）は、アイ・カフェ株式会社が運営する複合カフェである。
かつて運営会社の株式会社サイバックは本社を福岡県福岡市早良区小田部5丁目8番10号。東京本部は東京都港区芝2丁目5番10号 サニーポート芝1101号に置いていた。サイバックの複合カフェ部門およびてんてんもーる部門を会社分割によりカジ・コーポレーションが継承、さらにその後、2022年8月にカジ・コーポレーション内のアイ・カフェ営業本部を会社分割、アイ・カフェ株式会社を設立しその配下にある。

## 概要
主に九州と首都圏を中心に、日本国内にインターネットカフェ「Cybac」「Cybex」など直営10店舗、フランチャイズ（FC）24店舗を有する（2008年現在）。中部地方と北海道には1店舗も存在しない。
外食事業部門の「海鮮居酒屋 凛火」や「九州酒場 博多流。」および「らーめん直久」は、株式会社サイバックより商号を変更した株式会社フククルフーズが事業展開してきたが「らーめん直久」は2020年に鉄人化計画に事業譲渡した。2021年にフククルフーズは特別清算手続開始決定となる。

## 沿革
- 2000年5月1日 - サイバーエリアコミュニケーションズ株式会社設立。
- 2006年8月1日 - 社名を「株式会社サイバック」に変更。
- 2008年10月 - 高齢者施設向け食材販売事業を開始[1]。
- 2011年2月 - 外食事業部門を設立[1]。
- 2012年11月 - 「らーめん直久」を展開する株式会社直久を子会社化[1]。
- 2013年1月 - 複合カフェ部門およびてんてんもーる部門を会社分割により株式会社カジ・コーポレーションに売却[4]。

## 店舗特徴・形態

### 主な施設
- インターネット環境
- 雑誌等
- ドリンク

以下は一部店舗のみ
- ダーツ
- ビリヤード
- スロット
- アーケードゲーム
- 卓球
- カラオケ
- パーティールーム

### 店舗形態
- インターネットカフェ事業
  - Cybac（サイバック）
  - Cybex（サイベックス）

## 運営店舗

### Cybac
福岡県
- 福岡博多駅前店（福岡市博多区）
- 福岡宗像店（宗像市）

茨城県
- 龍ヶ崎店（龍ケ崎市）

### Cybex
茨城県
- 水戸千波店（水戸市）
- STEPつくば店（つくば市）

千葉県
- 千葉柏店（柏市）

福島県
- Island福島郡山店（郡山市）

### その他
- カラオケアメリカン（福岡県小郡市）

### かつて存在した店舗
- Cybex北九州馬場山店（北九州市八幡西区） - 2005年12月開店、2008年7月17日閉店。
- Wonder cafe 茨城つくば南大通店（茨城県つくば市） - 2009年8月30日閉店。
- Cybac御幸店（熊本市南区幸田 ベスト電器御幸笛田店跡）- 2006年2月開店、2010年2月28日閉店。ベスト電器FC店。
- Cybac佐賀白山店（佐賀県佐賀市 IHビル（旧ダイエービル）4階） - 2011年7月25日、市の再開発によるビル取り壊しにより閉店。跡地に商工会議所が建設される。
- Cybac京都河原町店（京都市中京区） - 2012年4月26日閉店。4月27日に自遊空間河原町店へ転換。
- Cybex沖縄北谷店（中頭郡北谷町）　2012年1月閉店
- Wonder cafe千葉茂原店（千葉県茂原市）- 2013年2月閉店
- Wonder cafe茨城総和店（茨城県古河市）- 2013年2月閉店
- Wonder cafe埼玉三郷店（埼玉県三郷市）- 2013年2月閉店
- BIGONEcafe栃木鹿沼店（栃木県鹿沼市）- 2014年1月閉店
- Cybex長崎佐世保店（佐世保市）- 2017年2月閉店
- Cybex郡山安積店（郡山市） - 2018年2月閉店
- Cybac長崎浜町店（長崎市 ）- 2018年1月9日閉店
- Cybac宮崎店（宮崎市）-2018年5月30日閉店
- Cybacワンダーシティ南熊本店（熊本市中央区） - 2019年9月1日閉店。快活CLUBワンダーシティ南熊本店へ転換。
- Cybac那珂店（那珂市） - 2019年9月1日閉店。快活CLUB那珂店へ転換。
- Cybex三冠王Cybex佐世保店（佐世保市）- 2020年10月1日閉店。
- Cybex習志野店（習志野市）-2020年8月26日閉店
- Cybac福岡西新店（福岡市早良区）-2020年5月30日閉店
- Cybac福岡箱崎店[5]（福岡市東区）-2020年7月24日閉店
- Cybac熊本下通り店（熊本市中央区/カリーノ下通内）-2021年2月1日閉店
- Cybac福岡天神店（福岡市中央区[6]）-2021年3月29日閉店
- Cybac鹿児島天文館店（鹿児島市） - 2021年3月31日閉店。
- Cybac西心斎橋店（大阪市中央区）
- 倉敷カフェ（岡山県倉敷市）
- Cybac中野サンプラザ店（東京都中野区） - 2023年6月25日閉店